# Sho Matsumoto
Sho Matsumoto (松本 翔 Matsumoto Sho?, nacido el 4 de abril de 1992 en Kanagawa) es un futbolista japonés que se desempeña como centrocampista.

## Trayectoria

### Clubes
| Club                | País  | Año         |
| ------------------- | ----- | ----------- |
| Yokohama F. Marinos | Japón | 2011 - 2014 |
| Ehime FC            | Japón | 2013        |
| Renofa Yamaguchi FC | Japón | 2015        |
| Saurcos Fukui       | Japón | 2017        |
| Gainare Tottori     | Japón | 2018 -      |

## Estadística de carrera

### J. League
| Club                | Año   | J. League | J. League | Copa J. League | Copa J. League | Total | Total |
| Club                | Año   | Part.     | Goles     | Part.          | Goles          | Part. | Goles |
| ------------------- | ----- | --------- | --------- | -------------- | -------------- | ----- | ----- |
| Yokohama F. Marinos | 2011  | 0         | 0         | 2              | 0              | 2     | 0     |
| Yokohama F. Marinos | 2012  | 3         | 0         | 3              | 1              | 6     | 1     |
| Ehime FC            | 2013  | 10        | 1         | -              | -              | 10    | 1     |
| Yokohama F. Marinos | 2014  | 0         | 0         | 0              | 0              | 0     | 0     |
| Renofa Yamaguchi FC | 2015  | 10        | 0         | -              | -              | 10    | 0     |
| Total               | Total | 23        | 1         | 5              | 1              | 28    | 2     |